# Remember Tomorrow
Remember Tomorrow est un jeu vidéo 4X de stratégie au tour par tour développé par SoftWarWare, sorti en 1998 sur PC (DOS).